# مدل فیزیکی و مجازی کسب و کار

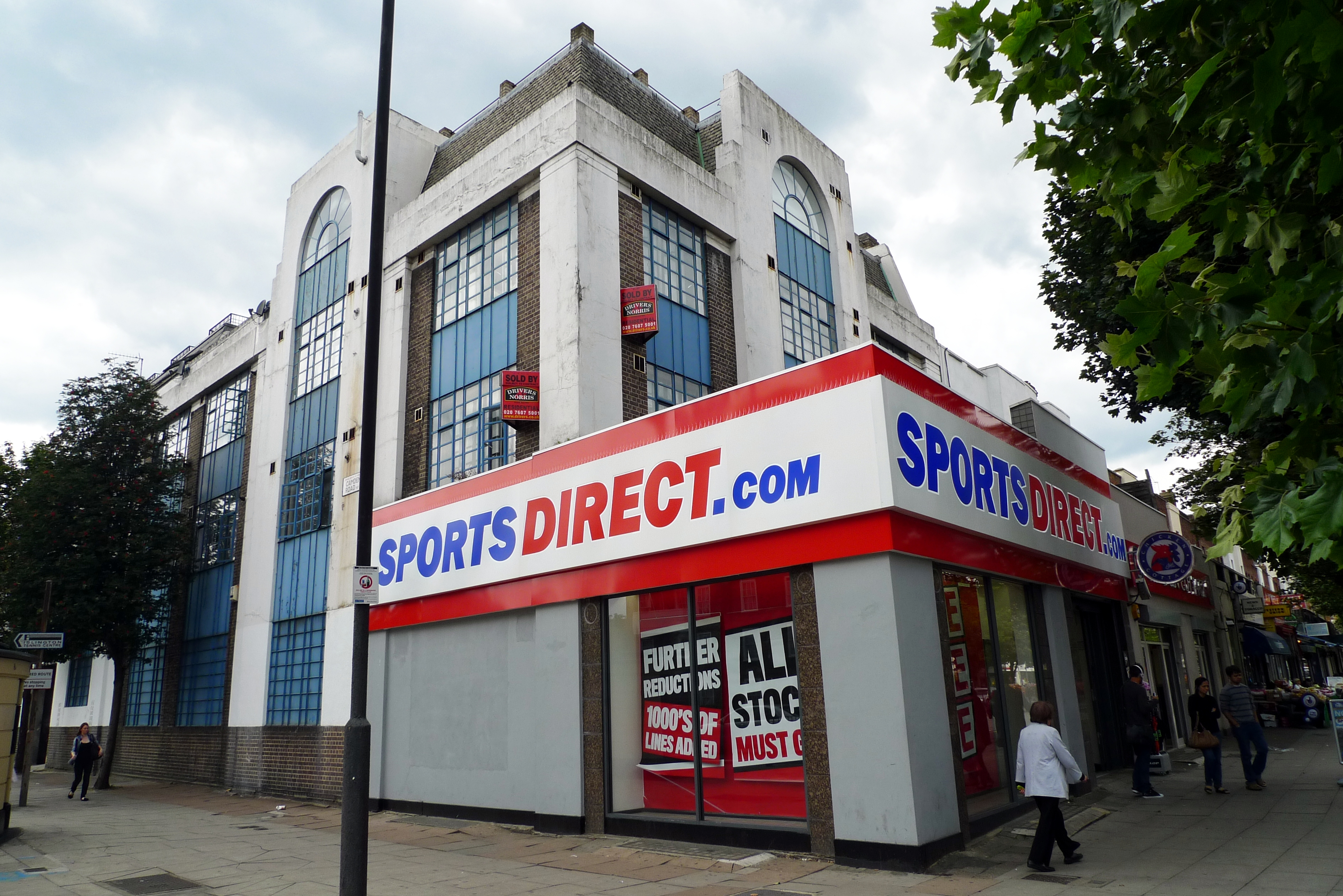
میخانه ای که قبلاً نسبتاً بی انگیزه بود در نیمه راه هالووی خیابان. اکنون یک فروشگاه Sports Direct است. (عکس های آن به عنوان The Holloway و نام میخانه The Litten Tree.)

مدل‌های فیزیکی و مجازی کسب و کار (به انگلیسی: Bricks and clicks)، مدل تجاری است که ابتدا توسط خرده‌فروشان سنتی مورد استفاده قرار می‌گرفت اما بعدها با پیشرفت علوم کسب‌وکار و فناوری اطلاعات و ارتباطات، به‌ویژه اینترنت، رونق جدیدی در این نوع کسب‌وکار به وجود آمد. در واقع خرده‌فروشان عصر دیجیتال، علاوه بر مزایای قبلی، از مزیت شبکه نیز سود می‌برند و با خرده‌فروشان سنتی کاملاً تفاوت دارند.
در دنیای امروز، مشتریان به‌دنبال کوتاهترین و سریع‌ترین روش ممکن برای درخواست و خرید کالا هستند.
در این مدل کسب و کار، یک بنگاه می‌تواند محصولات خود را به صورت (bricks (offline یا به صورت (clicks(online در معرض نمایش قرار داده و به فروش برساند. بنگاه شامل فروشگاه وب (در واقع همان سایت وب بنگاه) و یک یا چند فروشگاه فیزیکی است.
در این مدل، مشتریان می‌توانند از مزایای سفارش دهی سریع، خدمات پس از خرید، تعویض و پس گرفتن کالا به دو صورت online و سنتی (چهره به چهره)، بهره‌مند شوند. در واقع، این نوع کسب و کار، هم به مشتری کمک می‌کند و هم به بنگاه.
بعنوان مثال، یک فروشگاه لوازم الکترونیکی ممکن است، این امکان را برای مشتریانش فراهم نماید که درخواست خود را به صورت online بیان نمایند اما آن را از یک فروشگاه محلی دریافت نمایند.
برعکس، یک فروشگاه لوازم منزل، محصولات خود را در فروشگاه در معرض نمایش قرار دهد ولی مشتریان بتوانند به صورت الکترونیکی کالای مورد نظر خود را سفارش دهند.
مدل فیزیکی و مجازی شانس بیشتری در کسب و کار دارد. چرا که، سازندگان و خرده فروشان می‌توانند از آن به عنوان بازوی دوم بازاریابی، استفاده کنند. (Craver،۲۰۰۱) مشتریان نیز با توجه به دلایل زیر به این مدل، اعتماد بیشتری دارند تا به خرده فروشان صرفاً الکترونیکی:
- با فروشگاه‌هایی که نشان تجاری دارند و مشتریان به آن‌ها اعتماد بیشتری دارند، معامله می‌کند.
- محصولات و کالاهایی که ارائه می‌کند، می‌توانند در دسترس مشتریان قرار گیرد. مشتریان می‌توانند قبل از خرید به راحتی کالای درخواستی خود را از نزدیک ببینند.

## مزایای مدل فیزیکی و مجازی
بنگاه‌هایی که از مدل کسب و کار فیزیکی و مجازی استفاده می‌کنند، محصولات و سرویس‌های آنها، همیشه موجود است. این نوع بنگاه‌ها بهتر است با یک بنگاه فیزیکی در تماس باشند. چرا که می‌توانند سرمایه‌ها و صلاحیت‌های خود را که شامل موارد زیر است، بکار ببرند:
- مزیت رقابتی(Core Competency): بنگاه‌های موفق، تمایل دارند که مزیت‌های رقابتی بیشتری داشته باشند که بتوانند بهتر از دیگر رقبا، عمل نمایند. بنگاهی که از مدل bricks and clicks استفاده می‌کند و به صورت online عمل می‌کند، از مزایای رقابتی، بیشتر و وسیعتری بهره می‌برد.
- شبکه تأمین کنندگان موجود(Existing supplier networks): بنگاه‌های موجود با تأمین کنندگان، روابط مطمئن برقرار می‌کنند. همین امر معمولاً موجب اطمینان از تحویل رایگان و تأمین مطمئن کالا خواهد شد.
- کانال‌های توزیع موجود(Existing distribution channels): همانند شبکه تأمین کنندگان، کانال‌های توزیع نیز می‌تواند مسئله تحویل رایگان کالا و تخفیف را حل و فصل نمایند.
- نشان تجاری(Brand): اغلب بنگاه‌های موجود، بخش اعظم درآمد خود را صرف تبلیغ نشان تجاری می‌کنند. بکارگیری نام‌های تجاری مشخص به صورت online، خود می‌تواند تبلیغ بزرگی برای شرکت محسوب شود.
- پایداری(Stability): بنگاه‌های موجود که سال‌ها در یک کسب و کار فعالیت دارند، به نظر می‌آید پایداری بیشتری دارند. مردم به آن‌ها اعتماد بیشتری دارند تا به بنگاه‌های صرفاً online.
- مشتری موجود(Existing Customer): از آنجاییکه بنگاه‌های سنتی فروش زیادی دارند و مشتریان زیادی آن‌ها را می‌شناسند، به راحتی مقیاس اقتصادی، تولید و فروش و محدوده اقتصادی را بدست می‌آورند و در نتیجه هزینه‌های بالا سری هر واحد را کاهش می‌دهند.
- هزینه سرمایه کمتر(Cost of capital): بنگاه‌های تأسیس شده و سنتی، هزینه سرمایه کمتری نسبت به دات کام‌ها دارند.
- منحنی آموزش (learning curve): هر صنعت دارای مجموعه‌ای از بهترین تجارب (best practice) است که کم و بیش برای بنگاه‌های تأسیس شده و فیزیکی، شناخته شده‌اند. بنگاه‌های دات کام جدید از این مزیت برخوردار نیستند مگر اینکه بتوانند دوباره بهترین تجارب صنعت را برای بنگاه خود تعریف کنند.